# Ланглейд (округ)
Округ Ланглейд (англ. Langlade County) располагается в штате Висконсин, США. Официально образован в 1879 году. По состоянию на 2010 год, численность населения составляла 19 977 человек.

## География
По данным Бюро переписи США, общая площадь округа равняется 2299,922 км2, из которых 2255,892 км2 суша и 44,030 км2 или 1,900 % это водоемы.

## Население
По данным переписи населения 2000 года в округе проживает 20 740 жителей в составе 8 452 домашних хозяйств и 5 814 семей. Плотность населения составляет 9,00 человек на км2. На территории округа насчитывается 11 187 жилых строений, при плотности застройки около 5,00-ти строений на км2. Расовый состав населения: белые — 97,93 %, афроамериканцы — 0,15 %, коренные американцы (индейцы) — 0,54 %, азиаты — 0,27 %, гавайцы — 0,02 %, представители других рас — 0,20 %, представители двух или более рас — 0,87 %. Испаноязычные составляли 0,82 % населения независимо от расы.
В составе 29,40 % из общего числа домашних хозяйств проживают дети в возрасте до 18 лет, 56,70 % домашних хозяйств представляют собой супружеские пары проживающие вместе, 8,20 % домашних хозяйств представляют собой одиноких женщин без супруга, 31,20 % домашних хозяйств не имеют отношения к семьям, 26,70 % домашних хозяйств состоят из одного человека, 13,60 % домашних хозяйств состоят из престарелых (65 лет и старше), проживающих в одиночестве. Средний размер домашнего хозяйства составляет 2,42 человека, и средний размер семьи 2,93 человека.
Возрастной состав округа: 24,40 % моложе 18 лет, 6,50 % от 18 до 24, 26,00 % от 25 до 44, 24,30 % от 45 до 64 и 24,30 % от 65 и старше. Средний возраст жителя округа 40 лет. На каждые 100 женщин приходится 98,50 мужчин. На каждые 100 женщин старше 18 лет приходится 95,60 мужчин.